# Esbjerg
Esbjerg – miasto w zachodniej Jutlandii, w regionie Dania Południowa (d. w okręgu Ribe Amt) w Danii, największy duński port nad Morzem Północnym. Siedziba gminy Esbjerg (d. siedziba dawnej gminy Esbjerg).
W mieście znajduje się Erhvervsakademi Vest oraz filie Uniwersytetu w Aalborgu i Syddansk Universitet. Od 1976 r. w Esbjergu odbywa się jeden z najsilniej obsadzonych turniejów szachowych w Danii, The North Sea Cup.

## Gospodarka
- duży węzeł komunikacyjny
- przemysł maszynowy
- rybołówstwo
- siedziba największej na świecie fabryki oleju rybnego
- lokalne centrum kulturalne
- stacja kolejowa Esbjerg

## Zabytki oraz interesujące miejsca
- Muzeum Esbjerg
- Muzeum Sztuki
- Muzeum Drukarstwa
- Muzeum Morza i Rybołówstwa z Oceanarium
- Sædden Kirke
- Muzeum Latarników

## Demografia
Obecnie Esbjerg jest piątym pod względem zaludnienia miastem Danii.
- 1870 – 460
- 1880 – 1529
- 1890 – 4111
- 1901 – 13 355
- 1921 – 22 253
- 1940 – 33 289
- 1960 – 54 713
- 1980 – 79 310
- 1990 – 81 504
- 2000 – 82 949
- 2005 – 82 312

## Sport
- Esbjerg Energy – klub hokeja na lodzie
- Esbjerg fB – klub piłki nożnej
- Team Esbjerg – klub piłki ręcznej kobiet
- Esbjerg Vikings – klub żużlowy

## Miasta partnerskie
- Eskilstuna, Szwecja
- Stavanger, Norwegia
- Jyväskylä, Finlandia
- Maniitsoq, Grenlandia
- Suzhou, Chińska Republika Ludowa
- Fjarðabyggð, Islandia
- Szczecin, Polska